# Táborfalva
Táborfalva je vas na Madžarskem, ki upravno spada pod podregijo Dabasi Županije Pešta.